# Мартин Милець
Мартин Милець (словен. Martin Milec, нар. 20 вересня 1991, Марибор) — словенський футболіст, захисник клубу «Стандард» (Льєж).
Виступав, зокрема, за клуб «Марибор», а також національну збірну Словенії.
Триразовий чемпіон Словенії. Дворазовий володар Кубка Словенії. Дворазовий володар Суперкубка Словенії. 

## Клубна кар'єра
Народився 20 вересня 1991 року в місті Марибор. Вихованець футбольної школи клубу «Алюміній». Дорослу футбольну кар'єру розпочав 2008 року в основній команді того ж клубу, в якій провів два сезони, взявши участь у 27 матчах чемпіонату. 
Своєю грою за цю команду привернув увагу представників тренерського штабу клубу «Марибор», до складу якого приєднався 2010 року. Відіграв за команду з Марибора наступні чотири сезони своєї ігрової кар'єри. Більшість часу, проведеного у складі «Марибора», був основним гравцем захисту команди.
До складу клубу «Стандард» (Льєж) приєднався 2014 року. Відтоді встиг відіграти за команду з Льєжа 35 матчів в національному чемпіонаті.

## Виступи за збірні
У 2009 році дебютував у складі юнацької збірної Словенії, взяв участь у 14 іграх на юнацькому рівні, відзначившись одним забитим голом.
У 2011 році залучався до складу молодіжної збірної Словенії. На молодіжному рівні зіграв у 6 офіційних матчах.
У 2013 році дебютував в офіційних матчах у складі національної збірної Словенії. Наразі провів у формі головної команди країни 4 матчі.

## Титули і досягнення
- Чемпіон Словенії (6):

«Марибор»: 2010-11, 2011-12, 2012-13, 2013-14, 2018-19, 2021-22
- Володар Кубка Словенії (2):

«Марибор»: 2011-12, 2012-13
- Володар Суперкубка Словенії (2):

«Марибор»: 2012, 2013